# José Aguilar (wielrenner)
José Aguilar Vega (17 november 1986) is een Spaans wielrenner.

## Carrière
Na twee stageperiodes tekende Aguilar in 2012 zijn eerste profcontract bij Andalucía. Na een teleurstellend seizoen waarin een 32e plaats in de Ronde van La Rioja het beste resultaat was, werd Aguilars contract niet verlengd.
In 2014 reed hij voor het Japanse team C Project.

## Ploegen
- 2010- Andalucía-CajaSur (stagiair vanaf 1-8)
- 2011- Andalucía-Caja Granada (stagiair vanaf 1-8)
- 2012- Andalucía
- 2014- C Project